# Faustball-Europameisterschaft 1994
Die 9. Faustball-Europameisterschaft der Männer fand vom 2. bis 4. September 1994 in Walldürn (Deutschland) statt. Deutschland war zum zweiten Mal Ausrichter der Faustball-Europameisterschaft der Männer. Neben fünf europäischen Mannschaften nahm auch die Mannschaft Namibias teil, da es in Afrika keine kontinentalen Meisterschaften gibt.

## Platzierungen
| Rang | Land        |
| ---- | ----------- |
| 1.   | Deutschland |
| 2.   | Schweiz     |
| 3.   | Österreich  |
| 4.   | Namibia     |
| 5.   | Italien     |
| 6.   | Tschechien  |